# Benedicto Mollá y Bonet
Benedicto Mollá y Bonet (Alicante, 1847 - 1919) fue un escritor español. 

## Biografía
Estudió en el Instituto de segunda enseñanza de Alicante, acrecentando después su instrucción con una extraordinaria afición a los estudios. Al estallar la revolución de 1868 combatió a los demócratas, tanto gubernamentales como de oposición, mediante folletos, hojas sueltas y periódicos. Luego, adhiriéndose a la causa carlista, se constituyó en emisario confidente o secretario de los prisioneros carlistas del depósito instalado en el castillo de Santa Bárbara de aquella ciudad.
En 1889 se encargó de la dirección del periódico católico El Alicantino. El 1 de enero de 1897 se le confió la dirección del periódico carlista La Libertad Regional y llegó a ser procesado por algún artículo publicado en el mismo.
Como literato logró un nombre distinguido. La Biblioteca Nacional de Madrid adquirió de este escritor el libro Escritores y artistas de la provincia de Alicante, y otro voluminoso manuscrito titulado Crónica general de la inundación llamada de Santa Teresa en la noche del 15 de octubre de 1879.
Mollá fue premiado con medalla de plata en el primer Congreso literario internacional de Madrid por varias obras de que es autor; con medalla de oro, en público certamen celebrado en Alicante, por su obra Lucentum, sobre la fundación de la ciudad de Alicante. Fue subvencionado por la Diputación provincial de Alicante por obras históricas de interés regional. En colaboración con José María Milego y Antonio Galdó, publicó en 1889 la obra Alicantinos ilustres.
En 1896 participó en el Congreso internacional antimasónico de Trento, del que fue nombrado socio honorario, y en el que presentó una memoria titulada Los funcionarios públicos afiliados a la masonería, su recusación, que fue aprobada y con arreglo a ella el Congreso formuló una de sus conclusiones. Es autor, además, de un extenso estudio sobre los escritos de Santa Teresa de Jesús, y entre otras obras, de una titulada Comentarios a los pensamientos y máximas del «Quijote».

## Obras
- Comentarios a los pensamientos y máximas del «Quijote» (1876)
- Escritores y artistas de la provincia de Alicante (1881)
- Crónica general de las inundaciones en las provincias de Alicante, Murcia y Almería, en 14 y 15 de octubre de 1879 (1883)
- Lucentum (1884)
- Alicantinos ilustres (1889)
- Los funcionarios públicos afiliados a la masonería, su recusación (1896)
- El virrey marqués de Cerralbo (1907)